# Doljești
Doljești là một xã thuộc hạt Neamț, România. Dân số thời điểm năm 2002 là 7448 người.